# ティーンズゴールデンタイム
『ティーンズゴールデンタイム』は、1989年10月16日から1990年3月29日までフジテレビの平日17:30 - 18:00（JST）に設置されたテレビアニメの放送枠の名称である。

## 概要
フジテレビの平日17時枠は長期に渡ってアニメやドラマの再放送枠だったが、1985年4月に開始したバラエティ番組『夕やけニャンニャン』がヒット、2年半継続する人気番組となった。その後は『桃色学園都市宣言!!』を放送したものの長くは続かず、再放送枠を挟んだ上で1989年4月から『夕やけニャンニャン』の再来を目指した『田代まさしのパラダイスGoGo!!』（以下、パラGO）を開始するも人気は出なかった。そこで同年10月の改編で『パラGO』を30分番組に縮小し、開いた17:30 - 18:00枠には日替わりのアニメ枠を設置する事にした。
なお『パラGO』は10月2日から同年10月13日までは一旦休止、その間は10月2日から10月9日までは『ギョーカイ君が行く!』、10月10日から10月13日までは『化身』を、それぞれ17:00 - 17:55枠で再放送した。
そのアニメは、金曜のみ土曜19:30から移動した『らんま1/2熱闘編』で、あとの4番組は全て新設のアニメだった。

### 金曜アニメランド
だが、わずか半年で『がきデカ』は終了、同時期には『パラGO』も打ち切りとなった。これに伴い、16時枠のドラマ再放送枠を月曜 - 木曜17時台に繰り下げることとなり、本枠は金曜16:00 - 18:00に移動することとなった。
1990年4月からは『らんま1/2熱闘編』は放送枠不変のまま、金曜16:00に『たいむとらぶるトンデケマン!』、同16:30に『まじかるハット』、同17:00に『かりあげクン』がそれぞれ移動し、『ティーンズゴールデンタイム』から『金曜アニメランド』に改称した。この改編で一部の作品を打ち切ったケースも多かった。

### 各地区の放送状況
番組のスポンサーは基本的に各局ごとのローカルセールスであった。
関西テレビでは月曜日から水曜日まで同時ネットとし、木曜日は『らんま1/2熱闘編』の遅れネットに充てた。これは当時、同局で30分枠のローカル番組『○爆ワイド』を放送していたが、金曜日のみ1時間枠となっていた影響である。この影響で『たいむとらぶるトンデケマン!』は同局ではなくKBS京都とサンテレビにて放映された。
ローカルセールス枠だった為遅れネットどころか未放送の地域も多く、例えばテレビ新広島は17時台を連続ドラマの帯再放送枠に充てていたため放送されず、後年『らんま1/2熱闘編』を平日16時台の再放送枠で帯番組という形で一挙放送したのみだった。同様に『らんま1/2熱闘編』のみ放送された地域も多い。

## 作品リスト
| 曜日 | タイトル                    | 製作会社                            | 原作          | 声の出演                                               | 備考                  |
| ---- | --------------------------- | ----------------------------------- | ------------- | ------------------------------------------------------ | --------------------- |
| 月曜 | がきデカ                    | スタジオぎゃろっぷ                  | 山上たつひこ  | 三ツ矢雄二、龍田直樹、古谷徹、江森浩子、勝生真沙子     | 新設                  |
| 火曜 | かりあげクン                | 東映動画                            | 植田まさし    | 塩屋翼、野田圭一、八奈見乗児、大竹宏                   | 新設                  |
| 水曜 | まじかるハット              | スタジオぴえろ 読売広告社           | 方倉陽二      | 伊倉一恵、鈴木富子、八奈見乗児、松井菜桜子、内海賢二   | 新設                  |
| 木曜 | たいむとらぶるトンデケマン! | FCI INC フジエイト 葦プロダクション | 岡正 （原案） | 千葉繁、三ツ矢雄二、佐久間レイ、笹岡繁蔵、滝口順平     | 新設                  |
| 金曜 | らんま1/2熱闘編             | キティ・フィルム スタジオディーン   | 高橋留美子    | 山口勝平、林原めぐみ、緒方賢一、日髙のり子、佐久間レイ | 土曜19:30から改題移動 |

### 参考資料
朝日新聞・縮刷版